# 브리트라몬
브리트라몬(Vritramon, ヴリトラモン)은 디지털 몬스터에 나오는 가공의 생명체이며 하이브리드체의 마룡형 디지몬이다.

## 진화과정
- 아그니몬
- 아르다몬